# Albert II van België
Albert Felix Humbert Theodoor Christiaan Eugène Marie (Brussel, 6 juni 1934) van België, prins van Luik, prins van België, was tussen 9 augustus 1993 en 21 juli 2013 de zesde koning der Belgen. Hij is de jongste zoon van koning Leopold III en koningin Astrid. Hij volgde zijn broer Boudewijn op na diens dood in 1993. Hun zus Josephine Charlotte was de gemalin van groothertog Jan van Luxemburg.
Op 21 juli 2013, de nationale feestdag van België, trad hij af ten gunste van zijn zoon Filip van België.

## Jeugd
Tijdens de zwangerschap van prinses Astrid, de hertogin van Brabant, verongelukte op 17 februari 1934 haar schoonvader koning Albert I. Astrid werd daardoor onverwacht koningin der Belgen op 23 februari van dat jaar. Op 6 juni 1934 werd het laatste kind van koningin Astrid, een jongetje, in het kasteel van Stuyvenberg geboren. Als eerbetoon aan de overleden vorst kreeg het pasgeboren prinsje als voornaam Albert, en daarnaast de dynastieke titel Prins van Luik. Astrid bracht met de baby vanwege de titelverlening een bezoek aan deze stad. Alberts peetouders waren prins Felix van Bourbon-Parma en koningin Elisabeth.
Op 29 augustus 1935 was het vorstenpaar, op vakantie in Zwitserland zonder de kinderen, betrokken bij een zwaar verkeersongeluk in Küssnacht am Rigi. Koningin Astrid kwam hierbij om het leven. Albert was slechts een jaar oud. Zijn opvoeding werd voltooid door zijn stiefmoeder prinses Liliane en zijn enige zus Josephine Charlotte. Hij groeide op in woelige tijden, onder meer door het uitbreken van de Tweede Wereldoorlog. De koninklijke familie werd gedeporteerd naar Duitsland en op 7 mei 1945 door het Amerikaanse leger bevrijd. Zijn vader kwam daarna hevig onder vuur te liggen tijdens de Koningskwestie en zijn broer Boudewijn besteeg de troon.

## Defensie

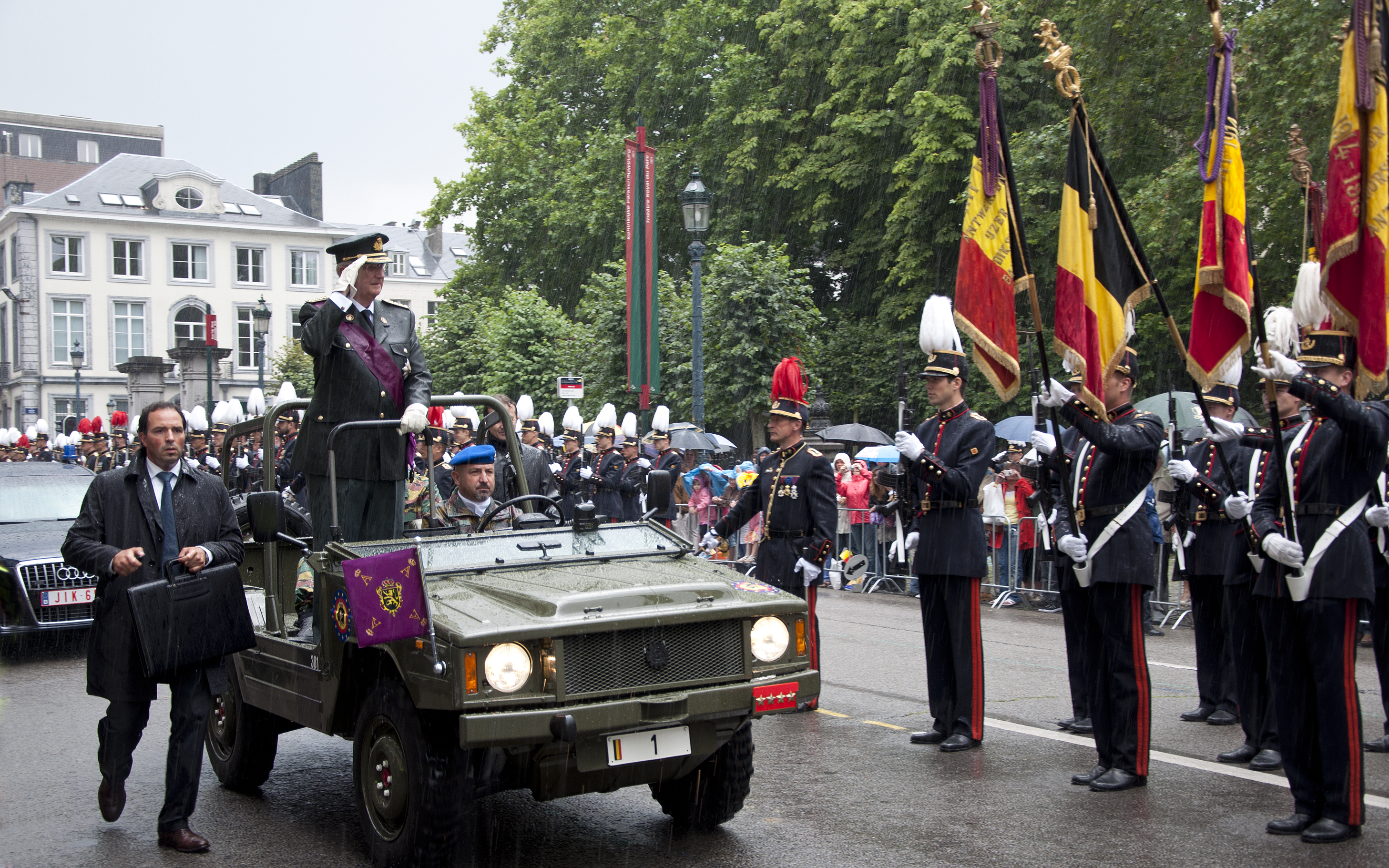
Koning Albert II in de stromende regen, tijdens het defilé in 2011

Albert vervulde zijn legerdienst bij de Marine. Hij doorliep er verschillende graden. Na zijn eedaflegging werd hij opperbevelhebber van het Belgische leger.

## Privéleven

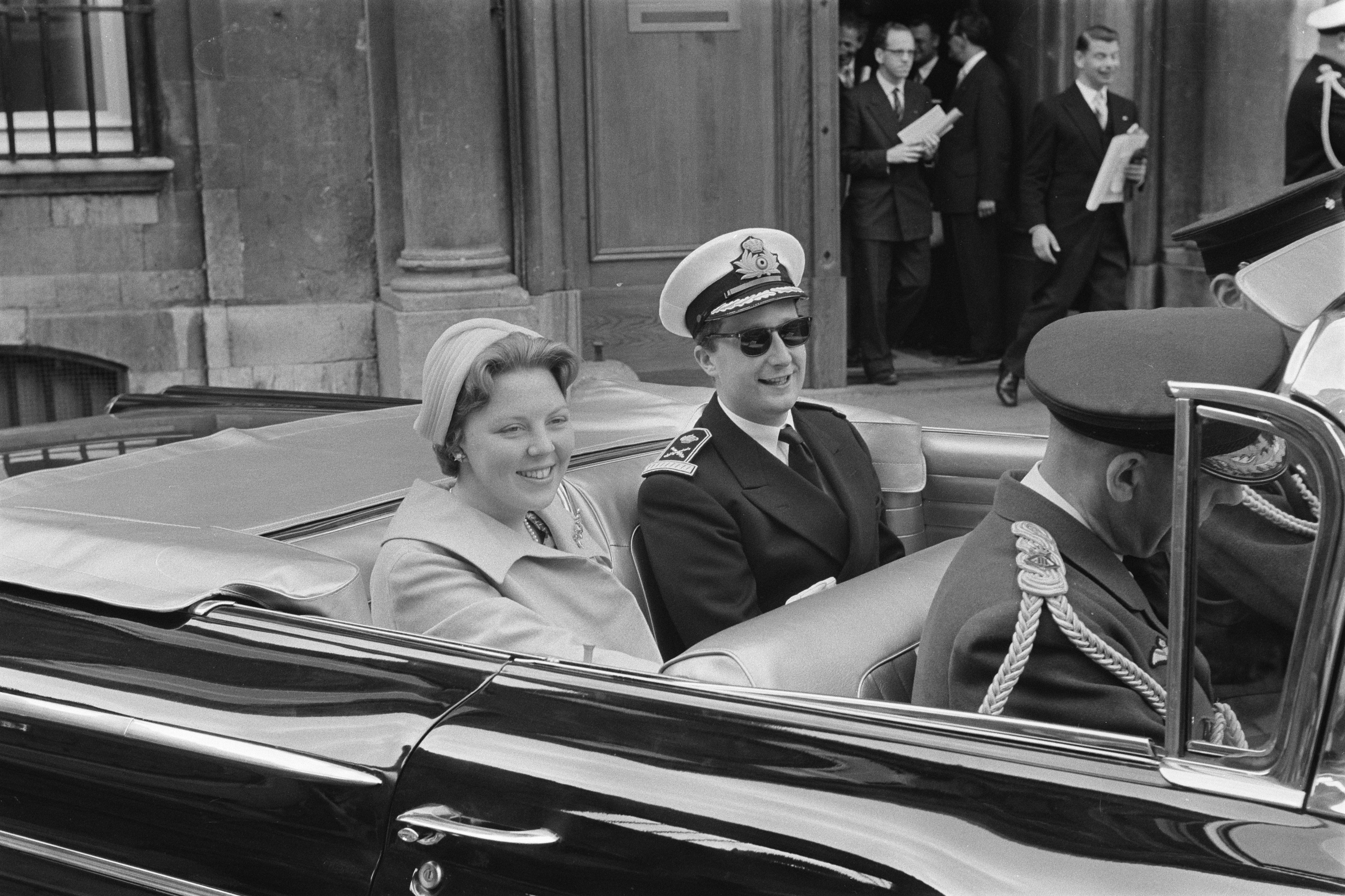
Prins Albert samen met de Nederlandse prinses Beatrix tijdens haar bezoek aan België in mei 1960; aankomst en bezoek aan Plantijnmuseum. Tussen 1993 en 2013 waren beiden staatshoofd van respectievelijk België en Nederland.

Op 2 juli 1959 trouwde Albert met de Italiaanse donna Paola Ruffo di Calabria. Zijn broer, koning Boudewijn, was toen nog niet getrouwd. Het prinsenpaar leerde elkaar kennen in het Vaticaan, waar ze de kroning van Johannes XXIII bijwoonden. Het burgerlijk huwelijk vond in de Empirezaal van het Koninklijk Paleis plaats. Het kerkelijke huwelijk werd in de Sint-Michielskathedraal ingezegend. Het prinsenpaar nam vervolgens zijn intrek in het kasteel Belvédère, recht tegenover het paleis van Laken. Ze kregen drie kinderen:
- prins Filip (15 april 1960), Hertog van Brabant, de latere koning;
- prinses Astrid (5 juni 1962);
- prins Laurent (19 oktober 1963).

Tijdens zijn huwelijk had hij een langdurige relatie met Sybille de Selys Longchamps. Hieruit werd een dochter geboren:
- prinses Delphine (22 februari 1968)

Albert II erkende haar via een persbericht, na een procedureslag en DNA-test, op 27 januari 2020. De kwestie van het buitenechtelijke kind en relatie werden aan het licht gebracht door de toenmalige faxkrant 't Scheldt, waarvan Gilbert Murrath de hoofdredacteur was, en later in een boek eind 1999 van Mario Danneels.
Hij ontmoette zijn dochter in oktober 2020 voor het eerst officieel. 
Na de commotie die hierom in de media ontstond, alludeerde de koning in zijn kerstboodschap van 1999 op vroegere huwelijksproblemen, zonder in detail te treden. In 2019 vierden Albert en Paola hun diamanten huwelijksjubileum. In de jaren tachtig hertrouwde Albert met Paola in Marseille als afsluiter van de buitenechtelijke relatie.

## Gezondheid
Albert staat bekend om zijn joviale levensstijl, dit in tegenstelling tot zijn broer Boudewijn, die een sober leven leidde. Zo heeft Albert II een passie voor motorfietsen wat hem al een paar keren beenbreuken en kneuzingen opleverde. Hij kwam naar het huwelijk van dochter Astrid met een verband en verleende astronaut Frank De Winne een audiëntie in een rolstoel.
Evenals zijn broer is Albert een hartpatiënt. De koning onderging urgente hartchirurgie in Aalst, waarvan hij genas. Daarnaast onderging de koning chirurgie naar aanleiding van een acute hernia, waardoor hij genoodzaakt was om regelmatig te rusten tijdens officiële recepties. Sinds enige jaren heeft Albert een hoorapparaat. Hij onderging oogchirurgie en in 2007 brak de koning de hals van zijn dijbeen. In november 2011 werd bij de koning een klein gezwel in de neus verwijderd. In 2014 liet koning Albert een huidtumor verwijderen aan het hoofd.

## Koning der Belgen

Koninklijk monogram van koning Albert II

Na het overlijden van zijn broer Boudewijn werd prins Albert de zesde koning der Belgen.
Bij de eedaflegging op 9 augustus 1993 veroorzaakte volksvertegenwoordiger Jean-Pierre Van Rossem een kort incident toen hij riep: "Vive la république d'Europe! Vive Lahaut!" (“Leve de Europese republiek! Leve Lahaut!”). Onmiddellijk werd de koning verdedigd en werd geroepen: “Vive le Roi! Leve de Koning!” Senaatsvoorzitter Frank Swaelen wees Van Rossem terecht met de woorden: “Mijnheer, uw gedrag is onwaardig en schandalig, en het hele land zal u veroordelen!” De ceremonie kon verder doorgaan, terwijl Van Rossem onder begeleiding het halfrond moest verlaten. Tijdens de eedaflegging zelf maakte de vorst een gespannen indruk, zijn hand beefde.
Tijdens zijn nieuwjaarsreceptie van 2006 wees de koning in een toespraak het separatisme af. De vorst erkende de geldoverdrachten tussen de gewesten (de transfers in de Sociale Zekerheid tussen Vlaanderen en Wallonië), maar wees scheiding als oplossing af. Hij verwees naar problemen in Europa die volgens hem door separatisme werden veroorzaakt. De koning vreesde eveneens voor de toekomst van de dynastie en voor de functie van Brussel als Europese hoofdstad.
In de kerstboodschap van 2006 gaf Albert II aan dat niemand boven de wet staat en dat onrechtmatig verkregen overheidsgeld terugbetaald moest worden. Daarmee alludeerde hij mogelijk op de fraudezaak rond zijn zoon Laurent en de recente corruptieschandalen rond de PS. Eind april 2007 raakte bekend dat de koning het onrechtmatig verkregen fraudegeld van zijn zoon teruggestort heeft uit de Civiele Lijst. In totaal ging het om een bedrag van 180.000 euro. Hiermee vereffende de koning schijnbaar vrijwillig de financiële schade.
De jaarlijkse dotatie van het staatshoofd bedroeg in 2012 zo'n 11,27 miljoen euro - een stijging van 7% tegenover 2009. Volgens een schatting van professor Herman Matthijs VUB d.d. 2008, bedraagt de totale kostprijs van het Belgisch koningshuis 30 miljoen euro per jaar. Daarvan gaat een groot deel naar de beveiliging van de koninklijke familie in hun residenties en tijdens hun verplaatsingen. Het totale persoonlijke vermogen van de koning wordt geschat op 400 miljoen tot zelfs 1 miljard euro.
Op 1 juni 2009 werd Albert II de oudste vorst die België ooit heeft gehad. Hij volgde daarmee Leopold I op, die zes dagen voor zijn vijfenzeventigste verjaardag overleed. De Senaat bestelde een borstbeeld van de koning en de koningin bij beeldhouwer Wilfried Pas.
Albert II is vorst geweest ten tijde van negen kabinetten: regering-Dehaene I, regering-Dehaene II, de regeringen-Verhofstadt I, II en III, regering-Leterme I, regering-Van Rompuy, regering-Leterme II en regering-Di Rupo.
In zijn kerstboodschap van 2012 wees hij op de gevaren van het populisme, dat zich tegen vreemdelingen of landgenoten uit andere landsdelen zou richten. In die context haalde hij aan dat "de jaren 30 en de populistische reacties die ze teweegbracht, niet mogen worden vergeten".

### Abdicatie
In april 2013 vertelde Albert aan premier Elio Di Rupo dat hij op 21 juli dat jaar, de nationale feestdag van België, wenste af te treden. Di Rupo vroeg hem om zijn plannen tot abdicatie nog drie maanden stil te houden, omdat hij bang was dat anders de N-VA de tussenliggende periode zou gebruiken om het land te destabiliseren. Uiteindelijk maakte Albert pas op 3 juli om 18 uur via een op de Belgische televisie en radio rechtstreeks uitgezonden toespraak bekend dat hij op 21 juli dat jaar zou aftreden ten gunste van de kroonprins Filip van België. Als reden voor zijn aftreden gaf hij dat zijn hoge leeftijd en gezondheid hem parten speelden.

## Onderscheidingen

Standaard van koning Albert II

De koning was grootmeester van de Belgische Nationale Orden:
- Grootmeester van de Orde van Leopold II
- Grootmeester van de Belgische Leopoldsorde
- Grootmeester van de Kroonorde

Als prins en als koning werd Albert II vele malen onderscheiden. Albert II is een van de weinige monarchen die opgenomen is in de beide takken van de Orde van het Gulden Vlies:
- Ridder in de Orde van het Gulden Vlies (Oostenrijkse tak)
- Ridder in de Orde van het Gulden vlies (Spaanse tak)

Andere onderscheidingen:
- Grootkruis in de Orde van Malta
- Grootkruis in de Orde van Sint-Olaf
- Ridder in de Deense Orde van de Olifant
- Ridder grootkruis in de Orde van de Nederlandse Leeuw
- Ridder grootkruis in de Orde van Oranje-Nassau
- Grootkruis met Keten in de Orde van Karel III
- Honorair grootkruis in de Koninklijke Orde van Victoria
- Ridder in de Orde van de Serafijn
- Ridder in de Orde van Sint-Michiel

## Genealogie

### Kwartierstaat
| Leopold I (1790-1865)         | Leopold I (1790-1865)         | Leopold I (1790-1865)                | Leopold I (1790-1865)                | Leopold I (1790-1865)                | Leopold I (1790-1865)                |                                      |                                      | Karel Anton van Hohenzollern-Sigmaringen (1811-1885) | Karel Anton van Hohenzollern-Sigmaringen (1811-1885) | Karel Anton van Hohenzollern-Sigmaringen (1811-1885) | Karel Anton van Hohenzollern-Sigmaringen (1811-1885) | Karel Anton van Hohenzollern-Sigmaringen (1811-1885) | Karel Anton van Hohenzollern-Sigmaringen (1811-1885) |                                |                                | Maximiliaan Jozef in Beieren (1808-1888) | Maximiliaan Jozef in Beieren (1808-1888) | Maximiliaan Jozef in Beieren (1808-1888)   | Maximiliaan Jozef in Beieren (1808-1888)   | Maximiliaan Jozef in Beieren (1808-1888)   | Maximiliaan Jozef in Beieren (1808-1888)   |                                            |                                            | Michaël I van Portugal (1802-1866)  | Michaël I van Portugal (1802-1866)  | Michaël I van Portugal (1802-1866)                     | Michaël I van Portugal (1802-1866)                     | Michaël I van Portugal (1802-1866)                     | Michaël I van Portugal (1802-1866)                     |                                                        |                                                        | Oscar I van Zweden (1799-1859)  | Oscar I van Zweden (1799-1859)  | Oscar I van Zweden (1799-1859)         | Oscar I van Zweden (1799-1859)         | Oscar I van Zweden (1799-1859)         | Oscar I van Zweden (1799-1859)         |                                        |                                        | Willem van Nassau (1792-1839) | Willem van Nassau (1792-1839) | Willem van Nassau (1792-1839)       | Willem van Nassau (1792-1839)       | Willem van Nassau (1792-1839)       | Willem van Nassau (1792-1839)       |                                     |                                     | Christiaan IX van Denemarken (1818-1906) | Christiaan IX van Denemarken (1818-1906) | Christiaan IX van Denemarken (1818-1906) | Christiaan IX van Denemarken (1818-1906) | Christiaan IX van Denemarken (1818-1906) | Christiaan IX van Denemarken (1818-1906) |                                      |                                      | Karel XV van Zweden (1826-1872) | Karel XV van Zweden (1826-1872) | Karel XV van Zweden (1826-1872)      | Karel XV van Zweden (1826-1872)      | Karel XV van Zweden (1826-1872)      | Karel XV van Zweden (1826-1872)      |                                      |                                      |  |  |  |  |  |  |  |  |  |  |  |  |  |  |  |  |  |  |  |  |  |  |  |  |  |  |  |  |  |  |  |  |  |  |  |  |  |  |  |  |  |  |  |  |  |  |
| Leopold I (1790-1865)         | Leopold I (1790-1865)         | Leopold I (1790-1865)                | Leopold I (1790-1865)                | Leopold I (1790-1865)                | Leopold I (1790-1865)                |                                      |                                      | Karel Anton van Hohenzollern-Sigmaringen (1811-1885) | Karel Anton van Hohenzollern-Sigmaringen (1811-1885) | Karel Anton van Hohenzollern-Sigmaringen (1811-1885) | Karel Anton van Hohenzollern-Sigmaringen (1811-1885) | Karel Anton van Hohenzollern-Sigmaringen (1811-1885) | Karel Anton van Hohenzollern-Sigmaringen (1811-1885) |                                |                                | Maximiliaan Jozef in Beieren (1808-1888) | Maximiliaan Jozef in Beieren (1808-1888) | Maximiliaan Jozef in Beieren (1808-1888)   | Maximiliaan Jozef in Beieren (1808-1888)   | Maximiliaan Jozef in Beieren (1808-1888)   | Maximiliaan Jozef in Beieren (1808-1888)   |                                            |                                            | Michaël I van Portugal (1802-1866)  | Michaël I van Portugal (1802-1866)  | Michaël I van Portugal (1802-1866)                     | Michaël I van Portugal (1802-1866)                     | Michaël I van Portugal (1802-1866)                     | Michaël I van Portugal (1802-1866)                     |                                                        |                                                        | Oscar I van Zweden (1799-1859)  | Oscar I van Zweden (1799-1859)  | Oscar I van Zweden (1799-1859)         | Oscar I van Zweden (1799-1859)         | Oscar I van Zweden (1799-1859)         | Oscar I van Zweden (1799-1859)         |                                        |                                        | Willem van Nassau (1792-1839) | Willem van Nassau (1792-1839) | Willem van Nassau (1792-1839)       | Willem van Nassau (1792-1839)       | Willem van Nassau (1792-1839)       | Willem van Nassau (1792-1839)       |                                     |                                     | Christiaan IX van Denemarken (1818-1906) | Christiaan IX van Denemarken (1818-1906) | Christiaan IX van Denemarken (1818-1906) | Christiaan IX van Denemarken (1818-1906) | Christiaan IX van Denemarken (1818-1906) | Christiaan IX van Denemarken (1818-1906) |                                      |                                      | Karel XV van Zweden (1826-1872) | Karel XV van Zweden (1826-1872) | Karel XV van Zweden (1826-1872)      | Karel XV van Zweden (1826-1872)      | Karel XV van Zweden (1826-1872)      | Karel XV van Zweden (1826-1872)      |                                      |                                      |  |  |  |  |  |  |  |  |  |  |  |  |  |  |  |  |  |  |  |  |  |  |  |  |  |  |  |  |  |  |  |  |  |  |  |  |  |  |  |  |  |  |  |  |  |  |
|                               |                               | Louise Marie van Orléans (1812-1850) | Louise Marie van Orléans (1812-1850) | Louise Marie van Orléans (1812-1850) | Louise Marie van Orléans (1812-1850) | Louise Marie van Orléans (1812-1850) | Louise Marie van Orléans (1812-1850) |                                                      |                                                      | Josefine van Baden (1813-1900)                       | Josefine van Baden (1813-1900)                       | Josefine van Baden (1813-1900)                       | Josefine van Baden (1813-1900)                       | Josefine van Baden (1813-1900) | Josefine van Baden (1813-1900) |                                          |                                          | Ludovika van Beieren (1808-1892)           | Ludovika van Beieren (1808-1892)           | Ludovika van Beieren (1808-1892)           | Ludovika van Beieren (1808-1892)           | Ludovika van Beieren (1808-1892)           | Ludovika van Beieren (1808-1892)           |                                     |                                     | Adelheid van Löwenstein-Wertheim-Rosenberg (1831-1909) | Adelheid van Löwenstein-Wertheim-Rosenberg (1831-1909) | Adelheid van Löwenstein-Wertheim-Rosenberg (1831-1909) | Adelheid van Löwenstein-Wertheim-Rosenberg (1831-1909) | Adelheid van Löwenstein-Wertheim-Rosenberg (1831-1909) | Adelheid van Löwenstein-Wertheim-Rosenberg (1831-1909) |                                 |                                 | Josephine van Leuchtenberg (1807-1876) | Josephine van Leuchtenberg (1807-1876) | Josephine van Leuchtenberg (1807-1876) | Josephine van Leuchtenberg (1807-1876) | Josephine van Leuchtenberg (1807-1876) | Josephine van Leuchtenberg (1807-1876) |                               |                               | Pauline van Württemberg (1810-1856) | Pauline van Württemberg (1810-1856) | Pauline van Württemberg (1810-1856) | Pauline van Württemberg (1810-1856) | Pauline van Württemberg (1810-1856) | Pauline van Württemberg (1810-1856) |                                          |                                          | Louise van Hessen-Kassel (1817-1898)     | Louise van Hessen-Kassel (1817-1898)     | Louise van Hessen-Kassel (1817-1898)     | Louise van Hessen-Kassel (1817-1898)     | Louise van Hessen-Kassel (1817-1898) | Louise van Hessen-Kassel (1817-1898) |                                 |                                 | Louise van Oranje-Nassau (1828-1871) | Louise van Oranje-Nassau (1828-1871) | Louise van Oranje-Nassau (1828-1871) | Louise van Oranje-Nassau (1828-1871) | Louise van Oranje-Nassau (1828-1871) | Louise van Oranje-Nassau (1828-1871) |  |  |  |  |  |  |  |  |  |  |  |  |  |  |  |  |  |  |  |  |  |  |  |  |  |  |  |  |  |  |  |  |  |  |  |  |  |  |  |  |  |  |  |  |  |  |
|                               |                               | Louise Marie van Orléans (1812-1850) | Louise Marie van Orléans (1812-1850) | Louise Marie van Orléans (1812-1850) | Louise Marie van Orléans (1812-1850) | Louise Marie van Orléans (1812-1850) | Louise Marie van Orléans (1812-1850) |                                                      |                                                      | Josefine van Baden (1813-1900)                       | Josefine van Baden (1813-1900)                       | Josefine van Baden (1813-1900)                       | Josefine van Baden (1813-1900)                       | Josefine van Baden (1813-1900) | Josefine van Baden (1813-1900) |                                          |                                          | Ludovika van Beieren (1808-1892)           | Ludovika van Beieren (1808-1892)           | Ludovika van Beieren (1808-1892)           | Ludovika van Beieren (1808-1892)           | Ludovika van Beieren (1808-1892)           | Ludovika van Beieren (1808-1892)           |                                     |                                     | Adelheid van Löwenstein-Wertheim-Rosenberg (1831-1909) | Adelheid van Löwenstein-Wertheim-Rosenberg (1831-1909) | Adelheid van Löwenstein-Wertheim-Rosenberg (1831-1909) | Adelheid van Löwenstein-Wertheim-Rosenberg (1831-1909) | Adelheid van Löwenstein-Wertheim-Rosenberg (1831-1909) | Adelheid van Löwenstein-Wertheim-Rosenberg (1831-1909) |                                 |                                 | Josephine van Leuchtenberg (1807-1876) | Josephine van Leuchtenberg (1807-1876) | Josephine van Leuchtenberg (1807-1876) | Josephine van Leuchtenberg (1807-1876) | Josephine van Leuchtenberg (1807-1876) | Josephine van Leuchtenberg (1807-1876) |                               |                               | Pauline van Württemberg (1810-1856) | Pauline van Württemberg (1810-1856) | Pauline van Württemberg (1810-1856) | Pauline van Württemberg (1810-1856) | Pauline van Württemberg (1810-1856) | Pauline van Württemberg (1810-1856) |                                          |                                          | Louise van Hessen-Kassel (1817-1898)     | Louise van Hessen-Kassel (1817-1898)     | Louise van Hessen-Kassel (1817-1898)     | Louise van Hessen-Kassel (1817-1898)     | Louise van Hessen-Kassel (1817-1898) | Louise van Hessen-Kassel (1817-1898) |                                 |                                 | Louise van Oranje-Nassau (1828-1871) | Louise van Oranje-Nassau (1828-1871) | Louise van Oranje-Nassau (1828-1871) | Louise van Oranje-Nassau (1828-1871) | Louise van Oranje-Nassau (1828-1871) | Louise van Oranje-Nassau (1828-1871) |  |  |  |  |  |  |  |  |  |  |  |  |  |  |  |  |  |  |  |  |  |  |  |  |  |  |  |  |  |  |  |  |  |  |  |  |  |  |  |  |  |  |  |  |  |  |
| Filips van België (1837-1905) | Filips van België (1837-1905) | Filips van België (1837-1905)        | Filips van België (1837-1905)        | Filips van België (1837-1905)        | Filips van België (1837-1905)        |                                      |                                      | Maria van Hohenzollern-Sigmaringen (1845-1912)       | Maria van Hohenzollern-Sigmaringen (1845-1912)       | Maria van Hohenzollern-Sigmaringen (1845-1912)       | Maria van Hohenzollern-Sigmaringen (1845-1912)       | Maria van Hohenzollern-Sigmaringen (1845-1912)       | Maria van Hohenzollern-Sigmaringen (1845-1912)       |                                |                                | Karel Theodoor in Beieren (1839-1909)    | Karel Theodoor in Beieren (1839-1909)    | Karel Theodoor in Beieren (1839-1909)      | Karel Theodoor in Beieren (1839-1909)      | Karel Theodoor in Beieren (1839-1909)      | Karel Theodoor in Beieren (1839-1909)      |                                            |                                            | Maria José van Bragança (1857-1943) | Maria José van Bragança (1857-1943) | Maria José van Bragança (1857-1943)                    | Maria José van Bragança (1857-1943)                    | Maria José van Bragança (1857-1943)                    | Maria José van Bragança (1857-1943)                    |                                                        |                                                        | Oscar II van Zweden (1829-1907) | Oscar II van Zweden (1829-1907) | Oscar II van Zweden (1829-1907)        | Oscar II van Zweden (1829-1907)        | Oscar II van Zweden (1829-1907)        | Oscar II van Zweden (1829-1907)        |                                        |                                        | Sophia van Nassau (1836-1913) | Sophia van Nassau (1836-1913) | Sophia van Nassau (1836-1913)       | Sophia van Nassau (1836-1913)       | Sophia van Nassau (1836-1913)       | Sophia van Nassau (1836-1913)       |                                     |                                     | Frederik VIII van Denemarken (1843-1912) | Frederik VIII van Denemarken (1843-1912) | Frederik VIII van Denemarken (1843-1912) | Frederik VIII van Denemarken (1843-1912) | Frederik VIII van Denemarken (1843-1912) | Frederik VIII van Denemarken (1843-1912) |                                      |                                      | Louise Bernadotte (1851-1926)   | Louise Bernadotte (1851-1926)   | Louise Bernadotte (1851-1926)        | Louise Bernadotte (1851-1926)        | Louise Bernadotte (1851-1926)        | Louise Bernadotte (1851-1926)        |                                      |                                      |  |  |  |  |  |  |  |  |  |  |  |  |  |  |  |  |  |  |  |  |  |  |  |  |  |  |  |  |  |  |  |  |  |  |  |  |  |  |  |  |  |  |  |  |  |  |
| Filips van België (1837-1905) | Filips van België (1837-1905) | Filips van België (1837-1905)        | Filips van België (1837-1905)        | Filips van België (1837-1905)        | Filips van België (1837-1905)        |                                      |                                      | Maria van Hohenzollern-Sigmaringen (1845-1912)       | Maria van Hohenzollern-Sigmaringen (1845-1912)       | Maria van Hohenzollern-Sigmaringen (1845-1912)       | Maria van Hohenzollern-Sigmaringen (1845-1912)       | Maria van Hohenzollern-Sigmaringen (1845-1912)       | Maria van Hohenzollern-Sigmaringen (1845-1912)       |                                |                                | Karel Theodoor in Beieren (1839-1909)    | Karel Theodoor in Beieren (1839-1909)    | Karel Theodoor in Beieren (1839-1909)      | Karel Theodoor in Beieren (1839-1909)      | Karel Theodoor in Beieren (1839-1909)      | Karel Theodoor in Beieren (1839-1909)      |                                            |                                            | Maria José van Bragança (1857-1943) | Maria José van Bragança (1857-1943) | Maria José van Bragança (1857-1943)                    | Maria José van Bragança (1857-1943)                    | Maria José van Bragança (1857-1943)                    | Maria José van Bragança (1857-1943)                    |                                                        |                                                        | Oscar II van Zweden (1829-1907) | Oscar II van Zweden (1829-1907) | Oscar II van Zweden (1829-1907)        | Oscar II van Zweden (1829-1907)        | Oscar II van Zweden (1829-1907)        | Oscar II van Zweden (1829-1907)        |                                        |                                        | Sophia van Nassau (1836-1913) | Sophia van Nassau (1836-1913) | Sophia van Nassau (1836-1913)       | Sophia van Nassau (1836-1913)       | Sophia van Nassau (1836-1913)       | Sophia van Nassau (1836-1913)       |                                     |                                     | Frederik VIII van Denemarken (1843-1912) | Frederik VIII van Denemarken (1843-1912) | Frederik VIII van Denemarken (1843-1912) | Frederik VIII van Denemarken (1843-1912) | Frederik VIII van Denemarken (1843-1912) | Frederik VIII van Denemarken (1843-1912) |                                      |                                      | Louise Bernadotte (1851-1926)   | Louise Bernadotte (1851-1926)   | Louise Bernadotte (1851-1926)        | Louise Bernadotte (1851-1926)        | Louise Bernadotte (1851-1926)        | Louise Bernadotte (1851-1926)        |                                      |                                      |  |  |  |  |  |  |  |  |  |  |  |  |  |  |  |  |  |  |  |  |  |  |  |  |  |  |  |  |  |  |  |  |  |  |  |  |  |  |  |  |  |  |  |  |  |  |
|                               |                               |                                      |                                      |                                      |                                      |                                      |                                      |                                                      |                                                      |                                                      |                                                      |                                                      |                                                      |                                |                                |                                          |                                          |                                            |                                            |                                            |                                            |                                            |                                            |                                     |                                     |                                                        |                                                        |                                                        |                                                        |                                                        |                                                        |                                 |                                 |                                        |                                        |                                        |                                        |                                        |                                        |                               |                               |                                     |                                     |                                     |                                     |                                     |                                     |                                          |                                          |                                          |                                          |                                          |                                          |                                      |                                      |                                 |                                 |                                      |                                      |                                      |                                      |                                      |                                      |  |  |  |  |  |  |  |  |  |  |  |  |  |  |  |  |  |  |  |  |  |  |  |  |  |  |  |  |  |  |  |  |  |  |  |  |  |  |  |  |  |  |  |  |  |  |
|                               |                               |                                      |                                      |                                      |                                      | Albert I (1875-1934)                 | Albert I (1875-1934)                 | Albert I (1875-1934)                                 | Albert I (1875-1934)                                 | Albert I (1875-1934)                                 | Albert I (1875-1934)                                 |                                                      |                                                      |                                |                                |                                          |                                          | Elisabeth in Beieren (1876-1965)           | Elisabeth in Beieren (1876-1965)           | Elisabeth in Beieren (1876-1965)           | Elisabeth in Beieren (1876-1965)           | Elisabeth in Beieren (1876-1965)           | Elisabeth in Beieren (1876-1965)           |                                     |                                     |                                                        |                                                        |                                                        |                                                        |                                                        |                                                        |                                 |                                 |                                        |                                        |                                        |                                        | Karel van Zweden (1861-1951)           | Karel van Zweden (1861-1951)           | Karel van Zweden (1861-1951)  | Karel van Zweden (1861-1951)  | Karel van Zweden (1861-1951)        | Karel van Zweden (1861-1951)        |                                     |                                     |                                     |                                     |                                          |                                          | Ingeborg van Denemarken (1877-1973)      | Ingeborg van Denemarken (1877-1973)      | Ingeborg van Denemarken (1877-1973)      | Ingeborg van Denemarken (1877-1973)      | Ingeborg van Denemarken (1877-1973)  | Ingeborg van Denemarken (1877-1973)  |                                 |                                 |                                      |                                      |                                      |                                      |                                      |                                      |  |  |  |  |  |  |  |  |  |  |  |  |  |  |  |  |  |  |  |  |  |  |  |  |  |  |  |  |  |  |  |  |  |  |  |  |  |  |  |  |  |  |  |  |  |  |
|                               |                               |                                      |                                      |                                      |                                      | Albert I (1875-1934)                 | Albert I (1875-1934)                 | Albert I (1875-1934)                                 | Albert I (1875-1934)                                 | Albert I (1875-1934)                                 | Albert I (1875-1934)                                 |                                                      |                                                      |                                |                                |                                          |                                          | Elisabeth in Beieren (1876-1965)           | Elisabeth in Beieren (1876-1965)           | Elisabeth in Beieren (1876-1965)           | Elisabeth in Beieren (1876-1965)           | Elisabeth in Beieren (1876-1965)           | Elisabeth in Beieren (1876-1965)           |                                     |                                     |                                                        |                                                        |                                                        |                                                        |                                                        |                                                        |                                 |                                 |                                        |                                        |                                        |                                        | Karel van Zweden (1861-1951)           | Karel van Zweden (1861-1951)           | Karel van Zweden (1861-1951)  | Karel van Zweden (1861-1951)  | Karel van Zweden (1861-1951)        | Karel van Zweden (1861-1951)        |                                     |                                     |                                     |                                     |                                          |                                          | Ingeborg van Denemarken (1877-1973)      | Ingeborg van Denemarken (1877-1973)      | Ingeborg van Denemarken (1877-1973)      | Ingeborg van Denemarken (1877-1973)      | Ingeborg van Denemarken (1877-1973)  | Ingeborg van Denemarken (1877-1973)  |                                 |                                 |                                      |                                      |                                      |                                      |                                      |                                      |  |  |  |  |  |  |  |  |  |  |  |  |  |  |  |  |  |  |  |  |  |  |  |  |  |  |  |  |  |  |  |  |  |  |  |  |  |  |  |  |  |  |  |  |  |  |
|                               |                               |                                      |                                      |                                      |                                      |                                      |                                      |                                                      |                                                      |                                                      |                                                      |                                                      |                                                      |                                |                                |                                          |                                          |                                            |                                            |                                            |                                            |                                            |                                            |                                     |                                     |                                                        |                                                        |                                                        |                                                        |                                                        |                                                        |                                 |                                 |                                        |                                        |                                        |                                        |                                        |                                        |                               |                               |                                     |                                     |                                     |                                     |                                     |                                     |                                          |                                          |                                          |                                          |                                          |                                          |                                      |                                      |                                 |                                 |                                      |                                      |                                      |                                      |                                      |                                      |  |  |  |  |  |  |  |  |  |  |  |  |  |  |  |  |  |  |  |  |  |  |  |  |  |  |  |  |  |  |  |  |  |  |  |  |  |  |  |  |  |  |  |  |  |  |
|                               |                               |                                      |                                      |                                      |                                      |                                      |                                      |                                                      |                                                      |                                                      |                                                      |                                                      |                                                      |                                |                                | Leopold III (1901-1983)                  | Leopold III (1901-1983)                  | Leopold III (1901-1983)                    | Leopold III (1901-1983)                    | Leopold III (1901-1983)                    | Leopold III (1901-1983)                    |                                            |                                            |                                     |                                     |                                                        |                                                        |                                                        |                                                        |                                                        |                                                        |                                 |                                 |                                        |                                        |                                        |                                        |                                        |                                        | Astrid van Zweden (1905-1935) | Astrid van Zweden (1905-1935) | Astrid van Zweden (1905-1935)       | Astrid van Zweden (1905-1935)       | Astrid van Zweden (1905-1935)       | Astrid van Zweden (1905-1935)       |                                     |                                     |                                          |                                          |                                          |                                          |                                          |                                          |                                      |                                      |                                 |                                 |                                      |                                      |                                      |                                      |                                      |                                      |  |  |  |  |  |  |  |  |  |  |  |  |  |  |  |  |  |  |  |  |  |  |  |  |  |  |  |  |  |  |  |  |  |  |  |  |  |  |  |  |  |  |  |  |  |  |
|                               |                               |                                      |                                      |                                      |                                      |                                      |                                      |                                                      |                                                      |                                                      |                                                      |                                                      |                                                      |                                |                                | Leopold III (1901-1983)                  | Leopold III (1901-1983)                  | Leopold III (1901-1983)                    | Leopold III (1901-1983)                    | Leopold III (1901-1983)                    | Leopold III (1901-1983)                    |                                            |                                            |                                     |                                     |                                                        |                                                        |                                                        |                                                        |                                                        |                                                        |                                 |                                 |                                        |                                        |                                        |                                        |                                        |                                        | Astrid van Zweden (1905-1935) | Astrid van Zweden (1905-1935) | Astrid van Zweden (1905-1935)       | Astrid van Zweden (1905-1935)       | Astrid van Zweden (1905-1935)       | Astrid van Zweden (1905-1935)       |                                     |                                     |                                          |                                          |                                          |                                          |                                          |                                          |                                      |                                      |                                 |                                 |                                      |                                      |                                      |                                      |                                      |                                      |  |  |  |  |  |  |  |  |  |  |  |  |  |  |  |  |  |  |  |  |  |  |  |  |  |  |  |  |  |  |  |  |  |  |  |  |  |  |  |  |  |  |  |  |  |  |
|                               |                               |                                      |                                      |                                      |                                      |                                      |                                      |                                                      |                                                      |                                                      |                                                      |                                                      |                                                      |                                |                                |                                          |                                          |                                            |                                            |                                            |                                            |                                            |                                            |                                     |                                     |                                                        |                                                        |                                                        |                                                        |                                                        |                                                        |                                 |                                 |                                        |                                        |                                        |                                        |                                        |                                        |                               |                               |                                     |                                     |                                     |                                     |                                     |                                     |                                          |                                          |                                          |                                          |                                          |                                          |                                      |                                      |                                 |                                 |                                      |                                      |                                      |                                      |                                      |                                      |  |  |  |  |  |  |  |  |  |  |  |  |  |  |  |  |  |  |  |  |  |  |  |  |  |  |  |  |  |  |  |  |  |  |  |  |  |  |  |  |  |  |  |  |  |  |
|                               |                               |                                      |                                      |                                      |                                      |                                      |                                      |                                                      |                                                      |                                                      |                                                      |                                                      |                                                      |                                |                                |                                          |                                          |                                            |                                            |                                            |                                            |                                            |                                            |                                     |                                     |                                                        |                                                        |                                                        |                                                        |                                                        |                                                        |                                 |                                 |                                        |                                        |                                        |                                        |                                        |                                        |                               |                               |                                     |                                     |                                     |                                     |                                     |                                     |                                          |                                          |                                          |                                          |                                          |                                          |                                      |                                      |                                 |                                 |                                      |                                      |                                      |                                      |                                      |                                      |  |  |  |  |  |  |  |  |  |  |  |  |  |  |  |  |  |  |  |  |  |  |  |  |  |  |  |  |  |  |  |  |  |  |  |  |  |  |  |  |  |  |  |  |  |  |
|                               |                               |                                      |                                      |                                      |                                      |                                      |                                      |                                                      |                                                      |                                                      |                                                      |                                                      |                                                      |                                |                                |                                          |                                          | Josephine Charlotte van België (1927-2005) | Josephine Charlotte van België (1927-2005) | Josephine Charlotte van België (1927-2005) | Josephine Charlotte van België (1927-2005) | Josephine Charlotte van België (1927-2005) | Josephine Charlotte van België (1927-2005) |                                     |                                     |                                                        |                                                        | Boudewijn (1930-1993)                                  | Boudewijn (1930-1993)                                  | Boudewijn (1930-1993)                                  | Boudewijn (1930-1993)                                  | Boudewijn (1930-1993)           | Boudewijn (1930-1993)           |                                        |                                        |                                        |                                        | Albert II (1934-)                      | Albert II (1934-)                      | Albert II (1934-)             | Albert II (1934-)             | Albert II (1934-)                   | Albert II (1934-)                   |                                     |                                     |                                     |                                     |                                          |                                          |                                          |                                          |                                          |                                          |                                      |                                      |                                 |                                 |                                      |                                      |                                      |                                      |                                      |                                      |  |  |  |  |  |  |  |  |  |  |  |  |  |  |  |  |  |  |  |  |  |  |  |  |  |  |  |  |  |  |  |  |  |  |  |  |  |  |  |  |  |  |  |  |  |  |